# Amatori Sporting Lodi 2004-2005
Questa voce raccoglie le informazioni riguardanti l'Amatori Sporting Lodi nelle competizioni ufficiali della stagione 2004-2005.

## Maglie e sponsor

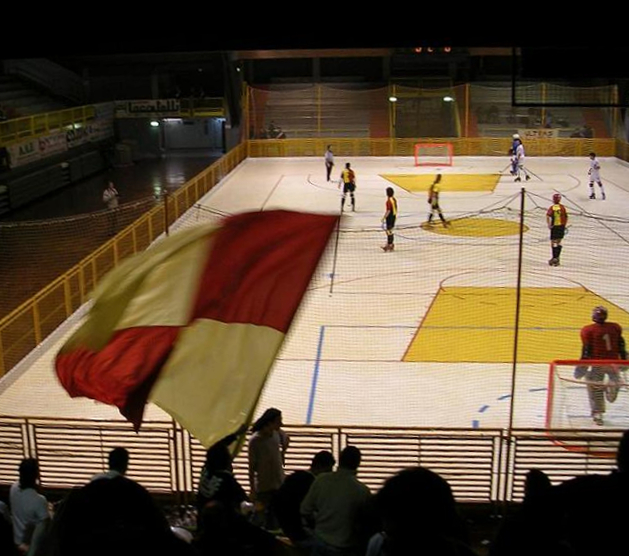
I giocatori dell' e del si schierano sulla pista del PalaCastellotti prima dell'incontro di Serie A1 del 15 gennaio 2005

Lo sponsor ufficiale per la stagione 2004-2005 fu The Witch's Pub.
| 1ª divisa | 1ª div. portiere |

## Organigramma societario
- Presidente: Fulvio D'Attanasio

## Organico

### Staff tecnico
- Allenatore:  Nino Caricato, poi  Roberto Citterio